# 九三式繋留気球
九三式繋留気球（きゅうさんしきけいりゅうききゅう）は、大日本帝国陸軍の偵察用繋留気球。

## 概要
一型繋留気球を代替するものとして、フランスより招聘されたコルモン技師による指導を受けつつ1927年（昭和2年）に開発が開始された2人乗りの偵察気球。翌1928年（昭和3年）7月には国産材料を用いて試作された1号機と2号機が完成し、実用実験を経て1933年（昭和8年）に制式採用された。日中戦争時などに実戦で使用されている。
気嚢は可変容積式を採用しており、空気房は持たない。また、形状を後尾に方向舵嚢と安定舵嚢を備えた魚形とすることで、風に対する自機の方向を一定に保つことが可能だった。吊籠は藤製で、眼鏡（双眼鏡）、航空写真機、気象観測具といった偵察用装備に加えて、有線電話や通信筒といった地上との連絡手段も備えている。うち、有線電話の電話線は繋留索と並行する形で設けられている。
なお、九三式偵察気球とも呼ばれる他、制式化前は試製繋留気球や九二式繋留気球とも仮称された。

## 諸元
出典『日本陸軍試作機大鑑』 139頁。
- 気嚢全容積：1,000 m3
- 最大高度：1,500 m（乗員1名時）、1,000 m（乗員2名時）
- 繋留索全長：1,600 m
- 乗員：2名